# Technopark Kerala

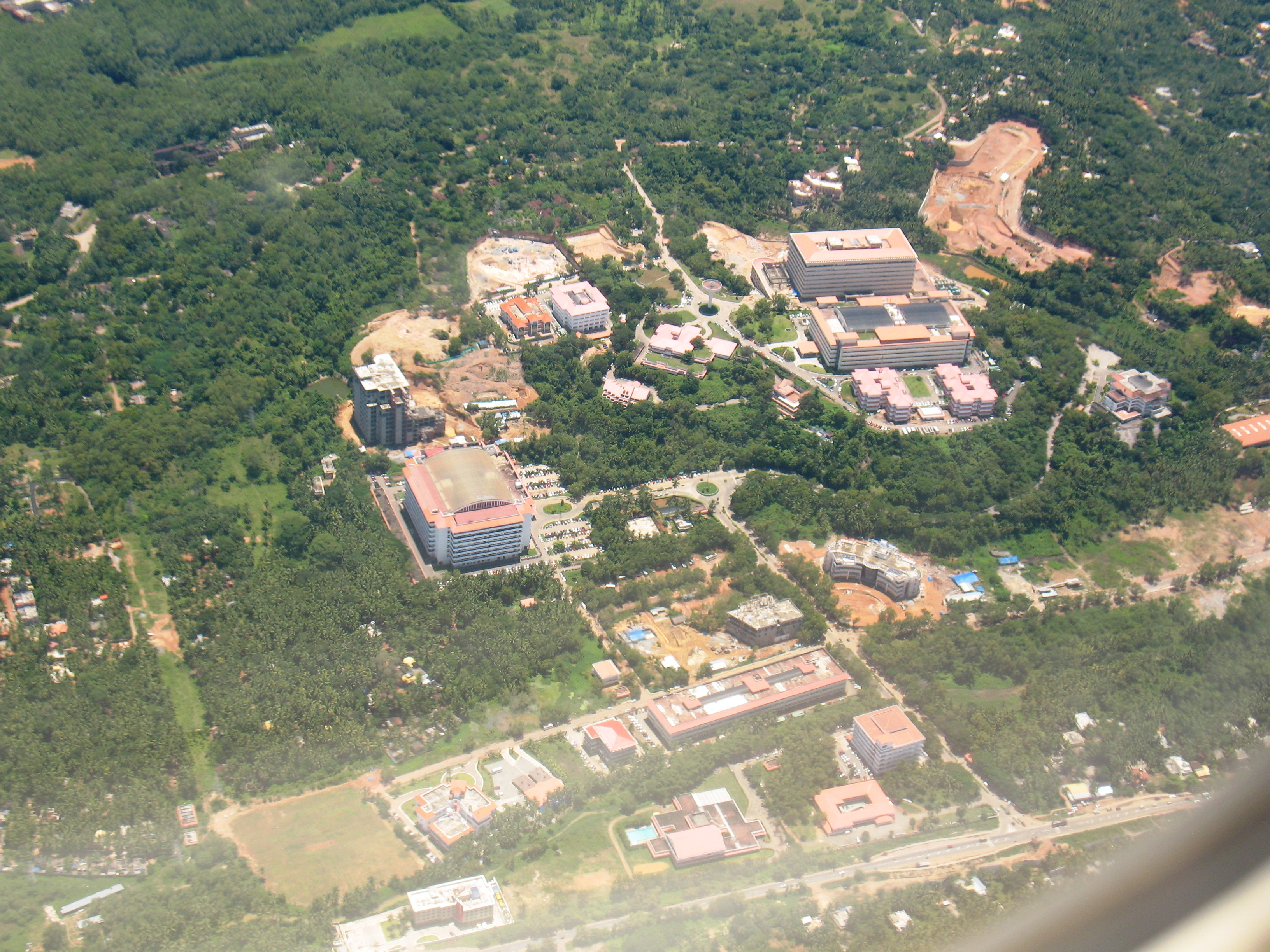
Luftaufnahme

Der Technopark Kerala liegt in Thiruvananthapuram. Er wurde im Jahr 1991 eröffnet und war der erste derartige Technopark in Indien. Seine Fläche beträgt 780.000 m². Gegenwärtig arbeiten hier über 28.000 Ingenieure.

## Geschichte und Mission
Im Juli 1990 hatte die Regierung von Kerala das Konzept eines Technoparkes realisiert. Der Grundstein für das erste Gebäude ist am 31. März 1991 gelegt worden. Im Jahr 2010 war der Park verantwortlich für ca. 70 % aller Software-Exporte des Bundesstaates Kerala.

## Infrastruktur
Der Technopark Kerala hat das Ziel, die nötige Infrastruktur für IT-Firmen zur Verfügung zu stellen. Es gibt mehr als 180 IT-Firmen, welche in mehreren Gebäuden angesiedelt sind. Insgesamt gibt es ungefähr zwölf Gebäude. Zudem sind eigene Entwicklungszentren von Infosys Technologies, UST Global im Bau. Das bisweilen größte Gebäude, Thejaswini, ist am 22. Februar 2007 eingeweiht worden.